# Station Sydney Parade
Sydney Parade is een treinstation in Sandymount, een wijk van Dublin, Ierland.
Het station is een van de oudste stations in het land en werd geopend in 1835. Tussen 1841 en 1862 alsmede tussen 1960 en 1972 was het station gesloten.
Sydney Parade Railway Station was een station van de eerste spoorlijn in het land, de Dublin and Kingstown Railway welke in 1834 werd geopend.
Tegenwoordig is het station een halte van de Dublin Area Rapid Transit of DART lijn alsmede een halte voor de Commuter lijn: dit zijn treinen die vanuit de regio van en naar Dublin rijden en vooral gericht zijn op forenzen-verkeer. De DART maakt gebruik van elektrisch aangedreven treinen terwijl de Commuter treinen aangedreven worden door diesel motoren.
Sydney Parade Railway Station is gelegen aan Sydney Parade Avenue.
Sydney Parade ligt tussen de stations Sandymount en Booterstown voor de DART en tussen Lansdowne Road en Blackrock voor de Commuter-dienst omdat deze laatste niet op alle stations stopt.

## Literaire vermeldingen
Sydney Parade Avenue wordt genoemd in de roman A Painful case uit de serie Dubliners van James Joyce: Mr. and Mrs. Sinico lived in a house called Leoville on Sydney Parade Avenue.
In de roman Should Have Got Off at Sydney Parade (2007) van Ross O'Carroll-Kelly, een personage bedacht door schrijver/journalist Paul Howard wordt het station in de titel vernoemd.